# Hassan ibn Thabit
Hassan ibn Thabit, död 674, var en arabisk poet.
Hassan ibn Thabit uppträdde först som hovskald via ghassanidernas och lachmidernas hov, slöt sig senare till profeten Muhammed, som han gjorde stora tjänster genom att bekämpa de mot honom fientliga skalderna med deras egna vapen. Med Hassan ibn Thabit börjar Islams religiösa diktning. Smädesdikten var hans starkaste sida, men även hans klagosånger efter Muhammed och de två första kaliferna är berömda. Hans dīwān har utgetts bland annat av H. Hirschfeld (1910).